# Grand Prix de Wallonie 1988
La 29e édition du Grand Prix de Wallonie a eu lieu le 12 mai 1988. Elle a été remportée par le Belge Claude Criquielion.

## Classement final
Claude Criquielion remporte la course en parcourant les 239 kilomètres en 6 h 22 min 25 s à la vitesse moyenne de 37,498 km/h.
| Classement final, | Classement final,  | Classement final, | Classement final,                | Classement final,  |
|                   | Coureur            | Pays              | Équipe                           | Temps              |
| ----------------- | ------------------ | ----------------- | -------------------------------- | ------------------ |
| 1er               | Claude Criquielion | Belgique          | Hitachi-Bosal-Bce Snooker-Merckx | en 6 h 22 min 25 s |
| 2e                | Laurent Fignon     | France            | Système U-Gitane                 | + 31 s             |
| 3e                | Charly Mottet      | France            | Système U-Gitane                 | + 35 s             |
| 4e                | Luc Roosen         | Belgique          | Roland-Colnago-Citroën           |                    |
| 5e                | Jaanus Kuum        | Norvège           | AD Renting-Anti-M-IOC-Merckx     |                    |
| 6e                | Michel Dernies     | Belgique          | Lotto-Merckx-Toyota-Agu          |                    |
| 7e                | Guy Nulens         | Belgique          | Panasonic-Isostar-Colnago-Agu    |                    |
| 8e                | Bjarne Riis        | Danemark          | Toshiba-Look-Nièvre              |                    |
| 9e                | Dominique Arnould  | France            | Toshiba-Look-Nièvre              |                    |
| 10e               | Yves Godimus       | Belgique          | Boccaccio Life                   |                    |
| modifier          |                    |                   |                                  |                    |